# الجرداء (إب)
الجرداء هي إحدى قرى الجمهورية اليمنية. وهي تتبع جغرافيًا لمحافظة إب. وإداريًا لمديرية يريم. يبلغ تعداد سكانها 1170 نسمة حسب الإحصاء الذي جرى عام 2004.